# McLaren Formula E Team
A McLaren Formula E Team, competindo como NEOM McLaren Formula E Team, foi uma equipe britânica de automobilismo que disputou a Fórmula E, campeonato organizado pela Federação Internacional de Automobilismo (FIA). A equipe foi formada a partir da Mercedes-EQ Formula E Team e fez sua estreia na categoria na temporada de 2022–23.

## História
Em dezembro de 2020, Zak Brown anunciou o interesse da McLaren em entrar na Fórmula E assim que o contrato de fornecimento de baterias da empresa expirasse. Em janeiro do ano seguinte, a McLaren assinou uma opção de entrar no campeonato em 2022.
A McLaren anunciou a aquisição da equipe Mercedes-EQ Formula E Team em maio de 2022 e estreou na temporada de 2022–23 como "NEOM McLaren Formula E Team" usando trens de força fornecidos pela Nissan.

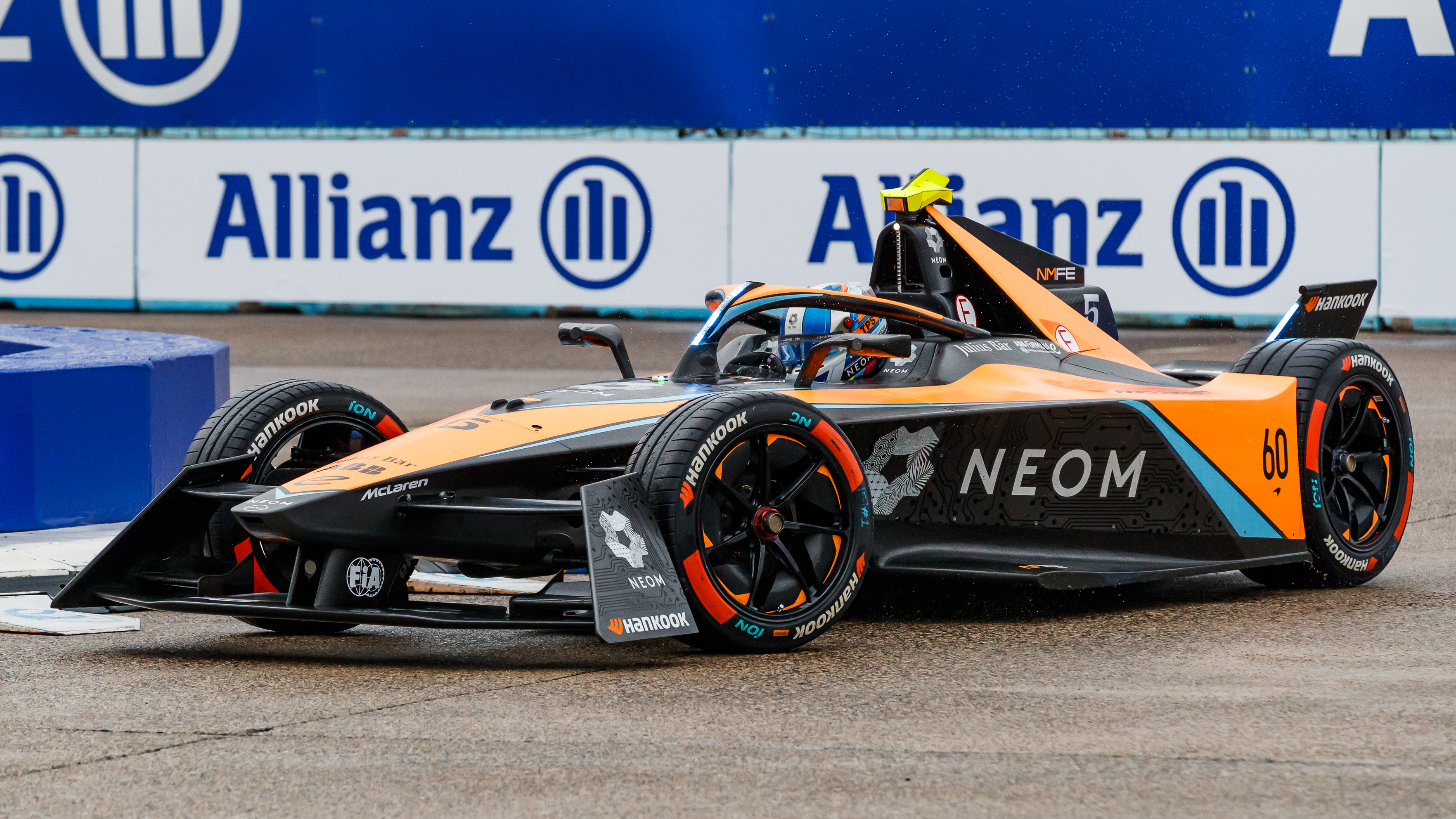
Jake Hughes no ePrix de Berlim de 2023.

A McLaren contratou René Rast — que havia competido pela última vez na temporada de 2020–21 com a Audi Sport ABT Schaeffler — e Jake Hughes como seus pilotos para a disputa da primeira temporada da equipe na categoria de monopostos elétricos. A McLaren fez sua estreia na categoria no ePrix da Cidade do México de 2023, com Hughes se classificando em terceiro e terminando a corrida no quinto lugar, enquanto Rast se classificou em décimo quinto, mas abandonou a corrida na volta quarenta após colidir com Oliver Rowland da Mahindra Racing. No ePrix de Daria de 2023, a McLaren alcançou vários marcos. Na primeira corrida, Hughes se classificou em segundo lugar, mas terminou em oitavo, enquanto Rast se classificou e terminou em quinto lugar, marcando a primeira volta mais rápida da McLaren na Fórmula E. Na segunda corrida, Hughes garantiu a primeira pole position da equipe na categoria, enquanto Rast se classificou em terceiro lugar. Hughes terminou a corrida em quinto e Rast em terceiro lugar, dando à McLaren seu primeiro pódio na Fórmula E. Hughes se classificou em segundo no ePrix de Mônaco, mas posteriormente foi promovido à pole position depois que Sacha Fenestraz, da Nissan Formula E Team, foi destituído de sua pole position por exceder seu limite de potência em sua corrida final. Hughes terminou a corrida no quinto lugar, enquanto Rast terminou em décimo sétimo depois de sofrer múltiplas colisões. No ePrix de Londres, a McLaren correu com a primeira pintura de automobilismo do mundo projetada com inteligência artificial. A McLaren terminou a temporada na oitavo colocação no Campeonato de Equipes.
Em agosto de 2023, a equipe anunciou que Hughes havia assinado novamente com a equipe, enquanto Rast deixou a equipe para a disputa da temporada de 2023–24. Rast foi substituído por Sam Bird, que trocou a Jaguar TCS Racing pela equipe de Woking.
Em 25 de abril de 2025, a McLaren anunciou que sairá da Fórmula E após o final da temporada de 2024-25.

### Resultados
(legenda) (resultados em negrito indicam pole position; resultados em itálico indicam volta mais rápida)
| 2021–22: Mercedes-EQ Formula E Team | 2021–22: Mercedes-EQ Formula E Team | 2021–22: Mercedes-EQ Formula E Team | 2021–22: Mercedes-EQ Formula E Team | 2021–22: Mercedes-EQ Formula E Team | 2021–22: Mercedes-EQ Formula E Team | 2021–22: Mercedes-EQ Formula E Team | 2021–22: Mercedes-EQ Formula E Team | 2021–22: Mercedes-EQ Formula E Team | 2021–22: Mercedes-EQ Formula E Team | 2021–22: Mercedes-EQ Formula E Team | 2021–22: Mercedes-EQ Formula E Team | 2021–22: Mercedes-EQ Formula E Team | 2021–22: Mercedes-EQ Formula E Team | 2021–22: Mercedes-EQ Formula E Team | 2021–22: Mercedes-EQ Formula E Team | 2021–22: Mercedes-EQ Formula E Team | 2021–22: Mercedes-EQ Formula E Team | 2021–22: Mercedes-EQ Formula E Team | 2021–22: Mercedes-EQ Formula E Team | 2021–22: Mercedes-EQ Formula E Team | 2021–22: Mercedes-EQ Formula E Team | 2021–22: Mercedes-EQ Formula E Team | 2021–22: Mercedes-EQ Formula E Team | 2021–22: Mercedes-EQ Formula E Team | 2021–22: Mercedes-EQ Formula E Team |
| Ano                                 | Nome                                | Chassi                              | Trem de força                       | Pneu                                | N.°                                 | Piloto                              | 1                                   | 2                                   | 3                                   | 4                                   | 5                                   | 6                                   | 7                                   | 8                                   | 9                                   | 10                                  | 11                                  | 12                                  | 13                                  | 14                                  | 15                                  | 16                                  | Pontos da Equipe                    | Pos. da Equipe                      |                                     |
| ----------------------------------- | ----------------------------------- | ----------------------------------- | ----------------------------------- | ----------------------------------- | ----------------------------------- | ----------------------------------- | ----------------------------------- | ----------------------------------- | ----------------------------------- | ----------------------------------- | ----------------------------------- | ----------------------------------- | ----------------------------------- | ----------------------------------- | ----------------------------------- | ----------------------------------- | ----------------------------------- | ----------------------------------- | ----------------------------------- | ----------------------------------- | ----------------------------------- | ----------------------------------- | ----------------------------------- | ----------------------------------- | ----------------------------------- |
| 2022–23                             | NEOM McLaren Formula E Team         | Spark Gen3                          | Nissan e-4ORCE 04                   | H                                   |                                     |                                     | MEX                                 | DAR                                 | DAR                                 | HAI                                 | CCB                                 | SPL                                 | BER                                 | BER                                 | MON                                 | JAC                                 | JAC                                 | PRT                                 | ROM                                 | ROM                                 | LON                                 | LON                                 | 88                                  | 8°                                  |                                     |
| 2022–23                             | NEOM McLaren Formula E Team         | Spark Gen3                          | Nissan e-4ORCE 04                   | H                                   | 5                                   | Jake Hughes                         | 5                                   | 8                                   | 5                                   | Ret                                 | 10                                  | 8                                   | Ret                                 | 18                                  | 5                                   | 10                                  | Ret                                 | 18                                  | DNS                                 | 11                                  | 10                                  | 19                                  | 88                                  | 8°                                  |                                     |
| 2022–23                             | NEOM McLaren Formula E Team         | Spark Gen3                          | Nissan e-4ORCE 04                   | H                                   | 58                                  | René Rast                           | Ret                                 | 5                                   | 3                                   | Ret                                 | 4                                   | 9                                   | 17                                  | 13                                  | 17                                  | 15                                  | 15                                  | 14                                  | Ret                                 | 13                                  | 14                                  | 12                                  | 88                                  | 8°                                  |                                     |
| 2023–24                             | NEOM McLaren Formula E Team         | Spark Gen3                          | Nissan e-4ORCE 04                   | H                                   |                                     |                                     | MEX                                 | DAR                                 | DAR                                 | SPL                                 | TOQ                                 | MIS                                 | MIS                                 | MON                                 | BER                                 | BER                                 | XAN                                 | XAN                                 | PRT                                 | PRT                                 | LON                                 | LON                                 | 101                                 | 7°                                  |                                     |
| 2023–24                             | NEOM McLaren Formula E Team         | Spark Gen3                          | Nissan e-4ORCE 04                   | H                                   | 5                                   | Jake Hughes                         | 7                                   | 11                                  | 4                                   | Ret                                 | 14                                  | 13                                  | 8                                   | 16                                  | 15                                  | 12                                  | 16                                  | 2                                   | 21                                  | Ret                                 | Ret                                 | 10                                  | 101                                 | 7°                                  |                                     |
| 2023–24                             | NEOM McLaren Formula E Team         | Spark Gen3                          | Nissan e-4ORCE 04                   | H                                   | 8                                   | Sam Bird                            | 14                                  | 4                                   | Ret                                 | 1                                   | 19                                  | Ret                                 | 10                                  | NP                                  |                                     |                                     | 17                                  | Ret                                 | 7                                   | Ret                                 | 8                                   | Ret                                 | 101                                 | 7°                                  |                                     |
| 2023–24                             | NEOM McLaren Formula E Team         | Spark Gen3                          | Nissan e-4ORCE 04                   | H                                   | 8                                   | Taylor Barnard                      |                                     |                                     |                                     |                                     |                                     |                                     |                                     | 14                                  | 10                                  | 8                                   |                                     |                                     |                                     |                                     |                                     |                                     | 101                                 | 7°                                  |                                     |
| 2024–25                             | NEOM McLaren Formula E Team         | Spark Gen3                          | Nissan e-4ORCE 05                   | H                                   |                                     |                                     | SPL                                 | MEX                                 | GID                                 | GID                                 | MIA                                 | MON                                 | MON                                 | TOQ                                 | TOQ                                 | XAN                                 | XAN                                 | JAC                                 | BER                                 | BER                                 | LON                                 | LON                                 | 143                                 | 6°                                  |                                     |
| 2024–25                             | NEOM McLaren Formula E Team         | Spark Gen3                          | Nissan e-4ORCE 05                   | H                                   | 5                                   | Taylor Barnard                      | 3                                   | 14                                  | 3                                   | 2                                   | 20                                  | 15                                  | 16                                  | 3                                   | Ret                                 | 3                                   | 10                                  | 7                                   | 4                                   | 6                                   | 13                                  | Ret                                 | 143                                 | 6°                                  |                                     |
| 2024–25                             | NEOM McLaren Formula E Team         | Spark Gen3                          | Nissan e-4ORCE 05                   | H                                   | 8                                   | Sam Bird                            | 4                                   | 18                                  | 8                                   | 12                                  | 18                                  | 11                                  | 20                                  | 14                                  | 8                                   | 7                                   | 15                                  | 8                                   | 11                                  | Ret                                 | NC                                  | Ret                                 | 143                                 | 6°                                  |                                     |

Notas
† – Não completaram a prova, mas foram classificados, pois concluíram 90% da prova.